# Zjawa płowa
Zjawa płowa (Eidolon helvum) – gatunek ssaka z podrodziny Eidolinae w obrębie rodziny rudawkowatych (Pteropodidae), największy nietoperz kontynentalnej Afryki. Według listy IUCN nadano mu kategorię niższego ryzyka, jednak obserwuje się spadkowy trend w liczebności tego gatunku.

## Taksonomia
Gatunek po raz pierwszy zgodnie z zasadami nazewnictwa binominalnego opisał w 1792 roku brytyjski przyrodnik Robert Kerr nadając mu nazwę Vespertilio Vampyrus helvus. Holotyp pochodził z Senegalu.
E. dupreanum jest czasem traktowana jako podgatunek E. helvum. Autorzy Illustrated Checklist of the Mammals of the World rozpoznają trzy podgatunki. Podstawowe dane taksonomiczne podgatunków (oprócz nominatywnego) przedstawia poniższa tabelka:
| Podgatunek        | Oryginalna nazwa            | Autor i rok opisu               | Miejsce typowe                                                                           |
| ----------------- | --------------------------- | ------------------------------- | ---------------------------------------------------------------------------------------- |
| E. h. annobonense | Eidolon helvum annobonensis | Juste, Ibáñez & Machordom, 2000 | San Antonio de Palé (1°24′S 5°38′E/-1,400000 5,633333), wyspa Annobón, Gwinea Równikowa. |
| E. h. sabaeum     | Pterocyon sabaeus           | K. Andersen, 1907               | Lahidż, Aden, Jemen.                                                                     |

### Etymologia
- Eidolon: ειδωλον eidolon „widmo, zjawa”[21].
- helvum: łac. helvus „jasnożółty, płowożółty”[22].
- annobonense: Annobón, Gwinea Równikowa[14].
- sabaeum: łac. sabaeus „mieszkaniec Saby”, od gr. σαβαιος sabaios „mieszkaniec Saby”, od Σαβα Saba „Saba”[23].

## Zasięg występowania
Zjawa płowa występuje w Afryce i na Półwyspie Arabskim zamieszkując w zależności od podgatunku:
- E. helvum helvum – szeroki zasięg w subsaharyjskiej i równikowej, od Mauretanii i Senegalu na wschód do Sudanu i Etiopii oraz na południe do Namibii i Południowej Afryki, włącznie z wyspami Bioko, Wyspa Świętego Tomasza, Wyspa Książęca oraz Pemba, Zanzibar i Mafia w archipelagu Zanzibar.
- E. helvum annobonense – wyspa Annobón, niedaleko Gwinei Równikowej.
- E. helvum sabaeum – Półwysep Arabski w skrajnie południowo-zachodniej Arabii Saudyjskiej i zachodnim Jemenie.

## Morfologia
Zjawa płowa jest największym nietoperzem kontynentalnej Afryki. Długość ciała (bez ogona) 150–195 mm, długość ogona 10–15,5 mm, długość ucha 27,2–28 mm, długość tylnej stopy 31,5–38,5 mm, długość przedramienia 117–132 mm; masa ciała 230–350 g. Samce są nieco większe od samic. Futro zjawy płowej jest koloru brudnożółtego z ciemnymi przypalanymi końcówkami. Futro samców jest bardziej pomarańczowe, samic żółtawe.

## Ekologia

### Siedlisko
Zjawa płowa ma największy zasięg wśród owocożernych nietoperzy Afryki: występuje głównie w klimacie subsaharyjskim, w lasach i sawannach, oraz wokół południowo-zachodniej części Półwyspu Arabskiego. Można ją spotkać zarówno na terenach zurbanizowanych jak i na terenach położonych powyżej 2000 m n.p.m. Kolonie obsiadają wysokie drzewa.

### Pokarm
Dieta zjawy płowej uzależniona jest od pogody i sezonu wegetacyjnego roślin. W skład pokarmu wchodzą: owoce palm z rodzaju borassus, kwiaty baobabu, kwiaty roślin z rodziny ślazowatych, kwiaty koralodrzewu, mango, owoce smaczliwki, owoce asyminy trójklapowej, figi, owoce męczennicy, flaszowiec siatkowaty, nieśplik japoński, nietoperze te również mogą zjadać miękką korę niektórych drzew. Owocożerne nietoperze są bardzo istotnymi roznosicielami nasion, pełnią ważną rolę w regeneracji tropikalnych lasów, rozprzestrzeniając nasiona wraz z odchodami.

### Zachowanie
Nietoperze z tego gatunku są zwierzętami bardzo socjalnymi, żyją w dużych koloniach liczących od kilkudziesięciu tysięcy do nawet miliona osobników, za miejsca na kolonie wybierają sobie grupy wysokich drzew. Nietoperze nocą dzielą się na mniejsze grupy, które razem przemieszczają się na żerowiska. Zjawy są jednym z najważniejszych roznosicieli nasion często bardzo zagrożonych gatunków drzew. Nietoperze te są bardzo aktywne również za dnia i często obserwuje się przemieszczanie i głośne „spory” w obrębie kolonii.